# Abdul Waheed Kakar
Pour les articles homonymes, voir Waheed.
Le général Abdul Waheed Kakar (ourdou : عبدالوحید کاکڑ), né le 20 mars 1937 à Peshawar, dans la province de la Frontière-du-Nord-Ouest, est un militaire pakistanais. Il a été à la tête des forces armées de son pays (Chief of Army Staff) du 12 janvier 1993 au 12 janvier 1996.

## Jeunesse et éducation
Abdul Waheed Kakar est né le 20 mars 1937 à Peshawar, dans la province de la Frontière-du-Nord-Ouest alors située dans le Raj britannique. Le militaire suit une formation à l'Académie militaire du Pakistan puis se voit attribuer son premier poste le 18 octobre 1959.

## Chef de l'armée

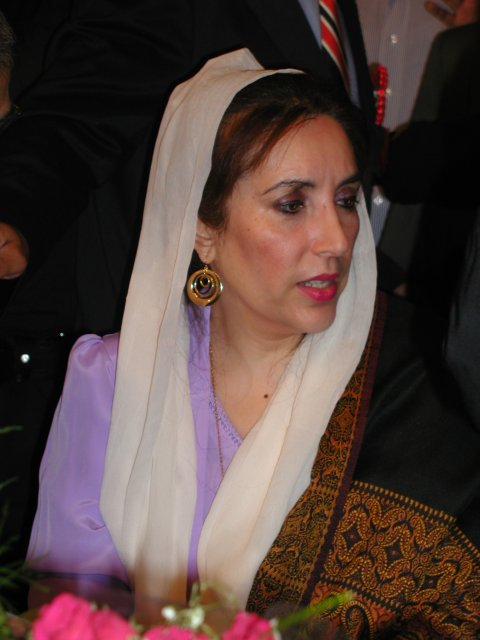
Benazir Bhutto sera Première ministre sous la majorité des fonctions de Waheed Kakar.

Abdul Waheed Kakar est nommé chef de l'armée pakistanaise (Chief of Army Staff) le 12 janvier 1993, en remplacement d'Asif Nawaz, qui meurt peu avant la fin de ses fonctions. Ce poste, l'un des plus stratégiques du pays, est d'autant plus sensible que les pouvoirs civils et militaires sont souvent en conflit dans le pays. Peu de temps après son arrivée en fonction, le général démet de son poste le directeur-général des services secrets de l'Inter-Services Intelligence Javed Nasir, accusé d'implication dans la politique et de prosélytisme islamiste. 
En juillet 1993, Abdul Waheed Kakar joue un rôle important dans la crise institutionnelle entre le Premier ministre Nawaz Sharif et le président de la république Ghulam Ishaq Khan. Le chef de l'armée fait pression et réussit à obtenir la démission conjointe des deux hommes à la faveur d'élections législatives anticipées. Ces dernières voient la victoire de Benazir Bhutto, avec laquelle le général va terminer ses fonctions.
En 1995, Abdul Waheed Kakar découvre une préparation de coup d’État en cours grâce aux services secrets. Ce complot visait à démettre le second gouvernement de Benazir Bhutto ainsi que le chef de l'armée, afin de rétablir le régime militaire islamiste en vigueur sous Muhammad Zia-ul-Haq. Les principaux officiers conspirateurs, issus de l'époque de Zia-ul-Haq, ont été arrêtés puis condamnés à la prison.
Il prend sa retraite le 12 janvier 1996, à la fin régulière de ses fonctions censées durer trois ans. Son héritage réside notamment dans ses efforts pour continuer le développement nucléaire du pays, notamment les missiles Shaheen.